# Anin dvostruki život
Anin dvostruki život (Las dos caras de Ana) je meksička telenovela producirana od strane Lucero Suarez i Angela Villaverdea, a redatelji su Gaston Tuset i Claudia Elisa Aguilas. Telenovela je rađena prema originalnoj ideji Erike Johanson i Pabla Serre.

## Sinopsis
Ana Escudero je mlada i vesela djevojka koja živi u Miamiju sa svojom majkom Julijom i bratom Fabianom. Njezin najveći životni san je postati poznata glumica, no zbog trenutnog financijskog stanja ne može se u potpunosti posvetiti tom snu. Popodneva provodi brinući se o bogatoj udovici Gracieli Salgado čije dvije unuke starici zadaju velike probleme. Graciela obožava Anu, te joj osigura audiciju u prestižnoj glumačkoj školi gdje ona već prvog dana upoznaje Gustava Galvana, mladića punog energije koji s Anom također dijeli san o glumi i slavi.
Jednog kobnog popodneva Aninog brata Fabiana, zdravog i vrsnog sportaša, na ulici pregazi automobil kojim upravlja Ignacio, razmaženi i neodgovorni sin milijunaša Humberta Bustamantea. Usprkos nagovaranju brata Vicentea koji je s njim bio u autu, Ignacio se odbije zaustaviti na mjestu nesreće i pomoći Fabianu. Zahvaljujući svom utjecaju u policiji, Humberto uspije osloboditi svoje sinove od krivnje, te odbije pomoći Fabianu koji je ostao paraliziran. Očajne i ljute zbog nepravde, Julia i Ana predstave Fabianov slučaj široj javnosti pomoću medija. U strahu od zatvora i pod utjecajem droge, Ignacio podmetne požar u Aninoj kući, vjerujući kako se u njoj nalaze Ana i njena majka. No u požaru pogibaju samo Julia i Marcia, Fabianova zaručnica. Strepeći za Anin život, Graciela je pošalje u New York, a nesretnu Marciju pokopa pod Aninim imenom i prezimenom. Za cijeli svijet, Ana Escudero je prestajala postojati.
U međuvremenu, Gustavo ne može zaboraviti djevojku koju je susreo na audiciji. On je bogat mladić koji studira glumu protiv volje svog oca, koji ga pak izbaci iz kuće i blokira mu sve ponude za posao. Gustavo se posveti vrtlarstvu i upoznaje mladu Irene, unuku gospođe Graciele, koja se zainteresira za njega bez obzira na to što je već djevojka preprodavača droge. Ubrzo Irene doznaje kako je Gustavo milijunaš, te kontaktira i ponudi Gustavovu ocu svoju pomoć obećavajući mu kako će uz nju Gustavo zaboraviti na glumu.
Prolaze dvije godine i Fabian umire od posljedica nesreće. Ana se vrati u Miami i na dolasku se susretne s Gustavom, sada već diplomiranim glumcem koji nema sreće u pronalasku uloga zahvaljujući Irene i svom ocu. Gustavo shvati kako ne može živjeti bez Ane i prekida svoju vezu s Irene na što ona pobjesni. Između Ane i Gustava se iz dana u dan rađa sve veća ljubav. No Gustavo ne zna kako se Ana vratila kako bi osvetila smrt svojih najbližih, te u tajnosti preuzima novi identitet. Postaje hladna i proračunata Marcia Lazcano, elegantna žena odlučna uništiti obitelj Bustamante. S vremenom uspije zavesti oca i sinove, te ih posvađati, no ne zna da okrutna Irene prati svaki njezin korak s namjerom da je odvoji od Gustava. Vrlo brzo Ana će shvatiti da bi je želja za osvetom mogla stajati iskrene ljubavi jer na vidjelo polako izlazi neočekivana istina – Gustavo Galvan umjetničko je ime Rafaela Bustamantea, trećeg Humbertovog sina milijunaša.

## Zanimljivosti
- Iako je producentica telenovele trebala biti Nathalie Lartilleux, koja je snimala tri telenovele u Miamiju, Inocente de Ti, El Amor no tiene Precio i Peregrina (dvije potonje su bile neuspjesi u Meksiku), Televisa se odlučila za Lucero Suarez.
- Ulogu Anine majke trebala je igrati glumica Alma Delfina, no zamijenjena je glumicom Socorro Bonilla.
- Pošto Televisa nije znala koju će telenovelu smjestiti u termin 17:00 nakon Aninog dvostrukog života, zamolili su producenticu da produži telenovelu za 20 epizoda, na što je Lucero rekla kako to neće napraviti, jer ne namjerava nadopisivati nove likove i tako upropastiti cijeli scenarij. Snimanja telenovele trebala su završiti već 20. siječnja 2007., no Televisa je zaprijetila Lucero da će je maknuti s projekta ako ne produži telenovelu, te je Lucero, pod prijetnjama, to i učinila.
- Nakon ulaska lika Santiaga u telenovelu, gledatelji su mogli samo nagađati s kim će ostati lik Ane. Snimljena su čak i dva različita kraja, jedan u kojem Ana ostaje s Rafaelom, te drugi u kojem Ana ostaje sa Santiagom. U većini država prikazan je prvi kraj.
- Naslovnu pjesmu "Coleccionista de canciones" interpretirala je grupa Camila.
- Anu glumi istoimena glumica - Ana Lajevska, a Rafaela istoimeni glumac - Rafael Amaya. Glavni su glumci prohodali na snimanju.
- Španjolski naziv serije - Las Dos Caras de Ana - je igra riječi s Las Dos Caras de Jano ("dva lica Janusa").

## Uloge
| Glumac/ica            | Lik                                 |
| --------------------- | ----------------------------------- |
| Ana Lajevska          | Ana Escudero Vivanco/Marcia Lazcano |
| Rafael Amaya          | Rafael Bustamante/Gustavo Galvan    |
| Jorge Aravena         | Santiago Figueroa                   |
| Maria Rubio           | Graciela Salgado                    |
| Alexa Damian          | Irene Alcaraz                       |
| Leonardo Daniel       | Humberto Bustamante                 |
| Mauricio Aspe         | Ignacio Bustamante                  |
| Francisco Rubio       | Vicente Bustamante                  |
| Héctor Sáez           | Dionisio Jimenez                    |
| Raquel Morell         | Rebeca                              |
| Toño Mauri            | Adrian Ponce                        |
| Graciela Bernardos    | Aurora Sarmiento †                  |
| Allisson Lozz         | Paulina Gardel Duran                |
| Susana Diazayas       | Sofia Ortega                        |
| Maria Fernanda Garcia | Cristina Duran de Gardel            |
| Mariana Huerdo        | Claudia Alcaraz †                   |
| William Colmenares    | Otto Cotrina †                      |
| Alexandra Graña       | Tina Bonilla                        |
| Julian Legaspi        | Javier Gardel                       |
| Ismael La Rosa        | Eric Guerra                         |
| Liliana Rodriguez     | Catalina "Kathy" Magaña             |
| Melvin Cabrera        | Leonardo "Leo" Jimenez              |
| Eduardo Rivera        | Marcos                              |
| Hannah Zea            | Vania Avendaño                      |
| Ivelin Giro           | Natalia Gallardo                    |
| Kathy Serrano         | Belen                               |
| Joel Sotolongo        | Antonio                             |
| Celia Paulina         | Kelly                               |
| Rosalinda Rodriguez   | Ursula                              |
| Carmen Olivares       | Rosa                                |
| Gonzalo Vivanco       | Carlos                              |

### Gostujuće uloge
| Glumac/ica           | Lik                         |
| -------------------- | --------------------------- |
| Miguel Angel Biaggio | Fabian Escudero Vivanco †   |
| Socorro Bonilla      | Julia Vivanco de Escudero † |
| Juan Vidal           | Cristobal Acosta †          |
| Hector Ortega        | Don Polo                    |
| Thauro               | John Stanton                |

## Vanjske poveznice
- Uvodna špica telenovele
- Službena stranica